# Grosser Zellerhut
Grosser Zellerhut är ett berg i Österrike.   Det ligger i distriktet Bruck-Mürzzuschlag och förbundslandet Steiermark, i den östra delen av landet, 100 km sydväst om huvudstaden Wien. Toppen på Grosser Zellerhut är 1 393 meter över havet.
Terrängen runt Grosser Zellerhut är huvudsakligen kuperad, men söderut är den bergig. Runt Grosser Zellerhut är det ganska glesbefolkat, med 48 invånare per kvadratkilometer.. Närmaste större samhälle är Mariazell, 9,1 km öster om Grosser Zellerhut. 
I omgivningarna runt Grosser Zellerhut växer i huvudsak blandskog.